# Большая Эрча
Большая Эрча — река в России, правый приток Индигирки. Протекает по территории Аллаиховского района Якутии. Длина реки — 252 км. Площадь водосборного бассейна — 4290 км².
Исток находится на кряже Улахан-Сис. Крупных населённых пунктов на реке нет. Имеет правый приток Малая Эрча.
По данным государственного водного реестра России входит в Ленский бассейновый округ. Код водного объекта 18050000412117700067132.